# Saintines
Saintines ist eine französische Gemeinde mit 1.062 Einwohnern (Stand: 1. Januar 2022) im Département Oise in der Region Hauts-de-France. Sie gehört zum Arrondissement Senlis und zum Kanton Crépy-en-Valois.

## Geographie
Saintines liegt etwa 25 Kilometer nordöstlich von Senlis und etwa 19 Kilometer südsüdwestlich von Compiègne. Umgeben wird Saintines von den Nachbargemeinden Saint-Sauveur im Norden, Béthisy-Saint-Pierre im Osten und Nordosten, Néry im Süden, Saint-Vaast-de-Longmont im Westen sowie Verberie im Nordwesten.

## Einwohner
| 1962                      | 1968 | 1975 | 1982 | 1990 | 1999 | 2006 | 2013 |
| ------------------------- | ---- | ---- | ---- | ---- | ---- | ---- | ---- |
| 720                       | 730  | 671  | 773  | 821  | 854  | 889  | 993  |
| Quelle: Cassini und INSEE |      |      |      |      |      |      |      |

## Sehenswürdigkeiten
Siehe auch: Liste der Monuments historiques in Saintines
- Kirche Saint-Denis-Saint-Jean-Baptiste aus dem 12. Jahrhundert, Monument historique seit 1927
- Donjon der früheren Burg, seit 1951 Monument historique

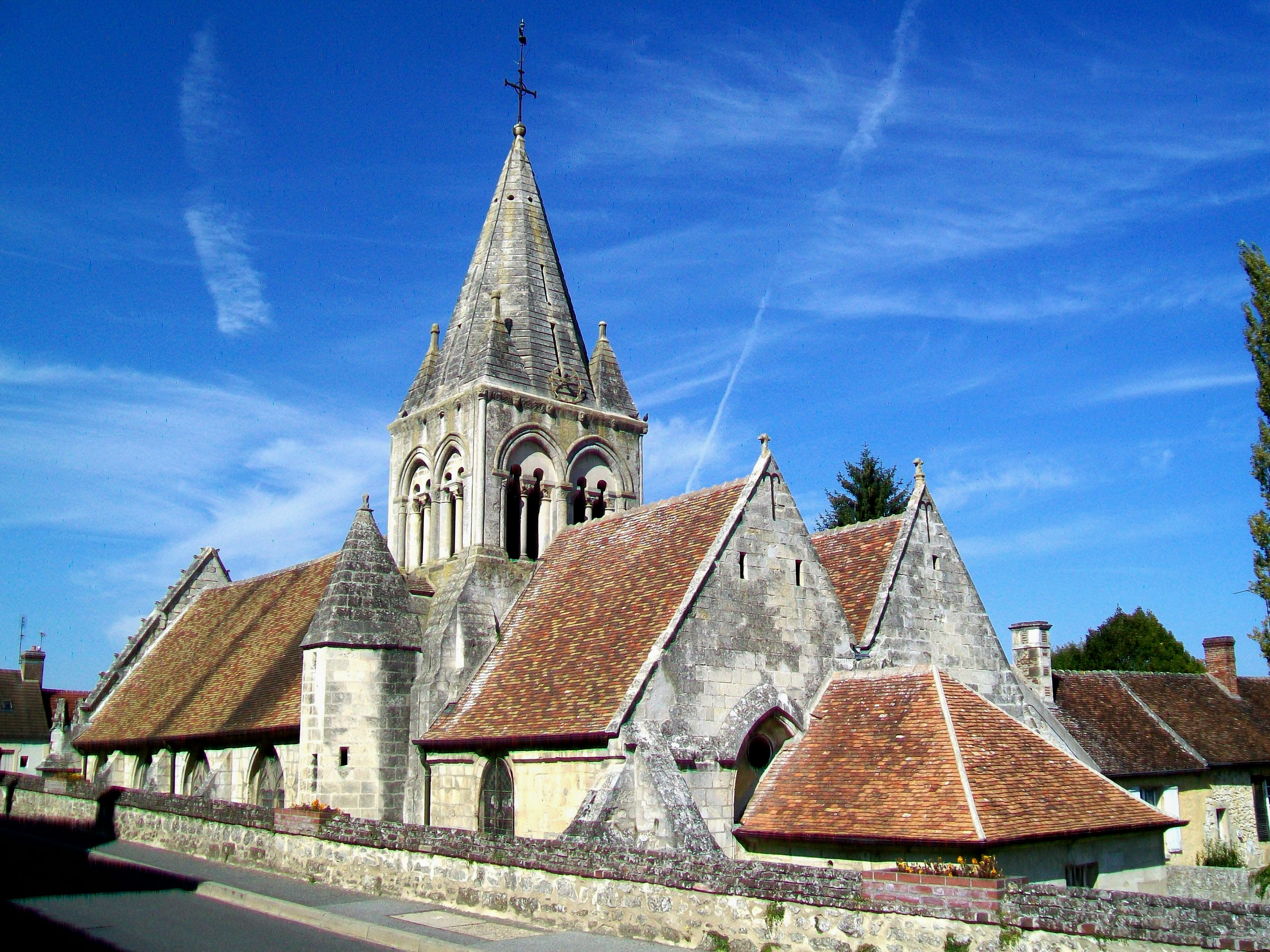
Kirche Saint-Denis-Saint-Jean-Baptiste

- Zehntscheune der Zisterzienser